# Telkom

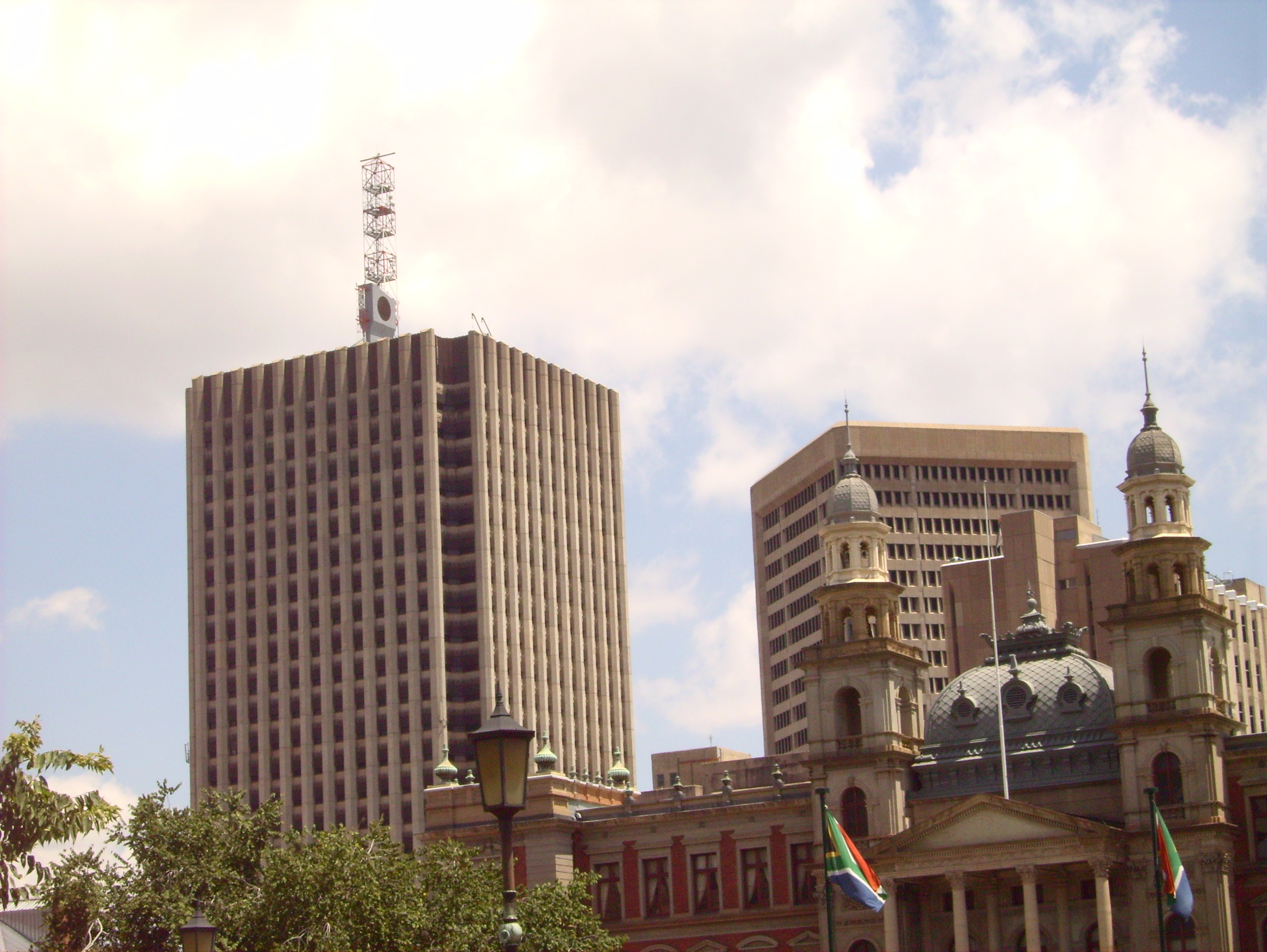
Telkom Firmensitz, gesehen vom Church Square, Pretoria, City Center (Blickrichtung: Nordnordwest)

Die Telkom Group ist ein südafrikanischer Telekommunikationsdienstleister mit Sitz in Pretoria. Das Unternehmen bietet Festnetz-, Mobilfunk- und satellitenbasierte Dienstleistungen an, wobei die Festnetztelefonie das größte Geschäftssegment ist. Die Telkom Group betreibt das mit 147.000 Kilometern (Stand: 2015) längste Glasfasernetz in Südafrika sowie mehrere Seekabel-Verbindungen nach Europa und Asien.
Telkom wurde schrittweise teilprivatisiert. Der südafrikanische Staat ist über seine Public Investment Corporation mit 11 Prozent der Anteile nach wie vor größter Einzelaktionär (Stand: 2017).
Im Jahr 2007 wurde Africa Online (AFOL), der 1994 gegründete größte afrikanische Internet-Service-Provider, Teil der Telkom-Gruppe.